# Bertram von Rentelen (Ratssekretär)
Bertram von Rentelen, er zeichnete latinisiert als Bartramus de Rentelen, (* in Lübeck; † 2. August 1529 ebenda) war ein deutscher Jurist und Ratssekretär der Hansestadt Lübeck.

## Leben
Bertram von Rentelen war der Sohn des Lübecker Ratsherrn Eberhard von Rentelen und entstammte einer alten Lübecker Ratsfamilie, die zur Patrizierfamilie von Rinteln aus dem Niedersächsischen gehört.
Er studierte ab 1509 an der Universität Rostock, wo er auch im Winter 1512/1513 zum Bakkalaureus promoviert wurde. In Lübeck wurde er als Magister 1513 Vikar am Altar der Lübecker Bergenfahrer in der Marienkirche, nachdem er zuvor eine Abstandszahlung an den Rom tätigen Thomas Giese geleistet hatte.
Als Ratssekretär der Hansestadt ist er seit 1521 belegt. Als Ratssekretär führte er in dieser vorreformatorischen Zeit für den Rat die Abstimmungsgespräche mit dem Lübecker Domkapitel, vertreten durch den Domdechanten Johannes Brandes, dessen Gesprächsprotokolle überliefert sind. Er verstarb am selben Tag wie sein Kollege, der Ratssekretär Paulus van dem Velde, am Englischen Schweiß, der sich als Epidemie von England aus über Hamburg in diesem Jahr über Norddeutschland verbreitete.